# 기노자촌
기노자촌(일본어: 宜野座村)은 일본 오키나와현 오키나와섬 헤도곶과 기얀곶의 거의 중간에 있는 구니가미군의 촌이다.
일본 프로 야구 센트럴 리그 팀인 한신 타이거스의 1군 캠프지로 사용되고 있다.

## 인접한 자치체
- 나고시
- 긴정
- 온나촌

## 역사
태평양 전쟁 후인 1964년에 긴촌(현재의 긴정)에서 분리되었다.

## 교통

### 도로
- 오키나와 자동차도
- 국도 329호선